# Tiếng Fula
Tiếng Fula, cũng được gọi là Fulani hay Fulah (nội danh Fulfulde, Pulaar, Pular; tiếng Pháp: Peul) là một ngôn ngữ phi thanh điệu gồm nhiều phương ngữ tương tự nhau, tạo thành một dãy phương ngữ (dialect continuum) kéo dài qua chừng 20 quốc gia tại Tây Phi và Trung Phi. Giống những ngôn ngữ liên quan như tiếng Serer và tiếng Wolof, tiếng Fula thuộc về tiểu hệ Đại Tây Dương của ngữ hệ Niger–Congo. Đây là bản ngữ của người Fula ("Fulani", tiếng Fula: Fulɓe) và nhóm người Toucouleur liên quan tại Thung lũng sông Senegal (từ vùng Senegambia và Guinea tới Cameroon và Sudan). Nó cũng được dùng như ngôn ngữ thứ hai của nhiều tộc người trong khu vực, như người Kirdi ở bắc Cameroon và đông bắc Nigeria.

## Tên gọi
Có nhiều tên gọi để chỉ ngôn ngữ này, giống như có nhiều tên để gọi người Fula. Họ gọi ngôn ngữ này là Pulaar hoặc Pular ở nơi nói phương ngữ phía tây và Fulfulde ở nơi nói phương ngữ trung và phía đông. Fula(h) trong tiếng Anh có nguồn gốc từ nhóm ngôn ngữ Manding (như Mandinka, Malinke và Bamana), trong khi Fulani bắt nguồn từ tiếng Hausa; Peul trong tiếng Pháp, mà đôi khi cũng xuất hiện trong văn bản tiếng Anh, xuất phát từ tiếng Wolof.

## Các dạng
Dù tiếng Fula có nhiều dạng và phương ngữ, chúng thường được xem là một ngôn ngữ duy nhất. Wilson (1989) phát biểu rằng "dù có du hành khoảng cách xa vẫn không bao giờ thấy việc giao tiếp là không thể," và Ka (1991) kết luận rằng mặc cho phân bố địa lý rộng và nhiều phương ngữ, Fulfulde vẫn chỉ là một ngôn ngữ. Tuy nhiên, Ethnologue thấy rằng cần tới chín bản dịch Kinh Thánh khác nhau để tất cả người Fula có thể hiểu được, và do đó chúng là các ngôn ngữ khác nhau.